# Dicoma incana
Dicoma incana là một loài thực vật có hoa trong họ Cúc. Loài này được (Baker) O.Hoffm. mô tả khoa học đầu tiên năm 1893.